# Villa Fornaci
Villa Fornaci (Villa Fornas o Infornas in dialetto milanese) è un piccolo centro sul naviglio della Martesana, diviso amministrativamente fra il comune di Bellinzago Lombardo e quello di Gessate.
Il confine tra la parte gessatese e quella bellinzaghese è individuato dal tracciato storico della Padana Superiore; più precisamente le zone a nord della strada ricadono sotto il comune di Gessate mentre quelle a sud appartengono al comune di Bellinzago.
Prende il nome dalle fornaci adiacenti alle cave di argilla, adibite alla produzione di mattoni e sorte in concomitanza con la costruzione del Naviglio della Martesana.
Ha dato i natali ad Angelo Motta, creatore del moderno panettone milanese.

## Infrastrutture e trasporti
La località ospitò in passato una importante stazione lungo la tranvia Milano-Gorgonzola-Vaprio, che fungeva altresì da bivio con la linea Fornaci-Treviglio-Caravaggio.
La località era inoltre attraversata dalle ex strada statale 11 Padana Superiore; l'8 marzo 2017 è stata inaugurata una variante della Padana Superiore che, snodandosi a nord del paese, permette di evitare l'attraversamento del centro abitato.